# 73e cérémonie des Primetime Creative Arts Emmy Awards
La 73e cérémonie des Primetime Creative Arts Emmy Awards, organisée par l'Academy of Television Arts and Sciences, a lieu les 11 et 12 septembre 2022 à Los Angeles et récompense les meilleurs techniciens de la télévision (publique et câblée) américaine en primetime au cours de la saison 2020-2021 (du 1er juin 2020 au 31 mai 2021).
La cérémonie est annexe à la cérémonie principale des Primetime Emmy Awards, qui a lieu une semaine plus tard, le 19 septembre 2021.

## Palmarès

### Programmes

#### Meilleur programme d'animation
- Genndy Tartakovsky's Primal, épisode Plague of Madness (Adult Swim)
  - Big Mouth, épisode La Nouvelle Moi (Netflix)
  - Bob's Burgers, épisode Parasites symphoniques (Fox)
  - Les Simpson, épisode Envie de paternité (Fox)
  - South Park : Spécial Pandémie (Comedy Central)

#### Meilleur programme court d'animation
- Love, Death and Robots, épisode Ice (Netflix)
  - Le Réveil de la Force après la sieste (Disney+)
  - Les Aventures d'Olaf (Disney+)
  - Robot Chicken, épisode Apothéose (Adult Swim)

### Performances

#### Meilleur acteur invité dans une série dramatique
- Courtney B. Vance pour le rôle de George Freeman dans Lovecraft Country, épisode Whitey's on the Moon
  - Don Cheadle pour le rôle du Colonel James Rhodes dans Falcon et le Soldat de l'hiver, épisode Un nouvel ordre
  - Charles Dance pour le rôle de Louis Mountbatten dans The Crown, épisode Protecteur de la reine
  - Timothy Olyphant pour le rôle de Cobb Vanth dans The Mandalorian, épisode Chapitre 9 : Le Marshal
  - Carl Weathers pour le rôle de Greef Karga dans The Mandalorian, épisode Chapitre 12 : Le Siège

#### Meilleure actrice invitée dans une série dramatique
- Claire Foy dans le rôle d'Élisabeth II dans The Crown, épisode 48 contre 1
  - Alexis Bledel pour le rôle d'Emily dans The Handmaid's Tale : La Servante écarlate, épisode Témoignage
  - Mckenna Grace pour le rôle d'Esther Keyes dans The Handmaid's Tale : La Servante écarlate, épisode Porcs
  - Sophie Okonedo pour le rôle de Charlotte Wells dans Ratched, épisode Le Bal
  - Phylicia Rashād pour le rôle de Carol Clarke dans This Is Us, épisode Un dîner agité

#### Meilleur acteur invité dans une série comique
- Dave Chappelle pour la présentation du Saturday Night Live, épisode Host: Dave Chappelle
  - Alec Baldwin pour le rôle de Donald Trump dans Saturday Night Live, épisode Host: Dave Chappelle
  - Morgan Freeman pour son propre rôle dans La Méthode Kominsky, épisode Sur les bouts ronds, des chaussures hautes
  - Daniel Kaluuya pour la présentation du Saturday Night Live, épisode Host: Daniel Kaluuya
  - Dan Levy pour la présentation du Saturday Night Live, épisode Host: Dan Levy

#### Meilleure actrice invitée dans une série comique
- Maya Rudolph pour la présentation du Saturday Night Live, épisode Host: Maya Rudolph
  - Jane Adams pour le rôle de Nina Daniels dans Hacks, épisode I Think She Will
  - Yvette Nicole Brown pour le rôle de Juge Harper dans A Black Lady Sketch Show, épisode But the Tilapias Are Fine Though, Right?
  - Bernadette Peters pour le rôle de Deb dans Zoey et son incroyable playlist, épisode Zoey's Extraordinary Girls' Night
  - Issa Rae pour le rôle de Jess dans A Black Lady Sketch Show, épisode My Booty Look Juicy, Don't It?
  - Kristen Wiig pour la présentation du Saturday Night Live, épisode Host: Kristen Wiig

#### Meilleur acteur dans une mini-série dramatique ou comique
- J. B. Smoove pour le rôle de Billy Bills dans Mapleworth Murders
  - Kevin Hart pour son propre rôle dans Die Hart
  - John Lutz pour le rôle de Gilbert Pewntz dans Mapleworth Murders
  - Brendan Scannell pour le rôle de Pete Devon dans Bonding
  - John Travolta pour le rôle de Ron Wilcox dans Die Hart

#### Meilleure actrice dans une mini-série dramatique ou comique
- Keke Palmer pour les rôles de Barbie, Gammy Tay, Lil Thad, Miranda et Rick dans Keke Palmer's Turnt Up
  - Nathalie Emmanuel pour le rôle de Jordan King dans Die Hart
  - Kerri Kenney-Silver pour le rôle de Trudy Wiegel dans Reno 911, n'appelez pas !
  - Paula Pell pour le rôle de Mme Abigail Mapleworth dans Mapleworth Murders

#### Meilleur doublage
- Maya Rudolph pour le rôle de Connie la monstre des hormones dans Big Mouth, épisode Un épisode très spécial en souvenir du 11 septembre
  - Stacey Abrams pour son propre rôle dans Black-ish, épisode Les Élections
  - Julie Andrews pour le rôle de Lady Whistledown dans La Chronique des Bridgerton, épisode Un diamant de la première eau
  - Seth MacFarlane pour les rôles de Peter Griffin, Stewie Griffin, Brian Griffin et Glenn Quagmire dans Les Griffin, épisode Le Premier Mot de Stewie
  - Tituss Burgess pour le rôle de Cole Tillerman dans Central Park, épisode Le Poisson à tête de serpent
  - Stanley Tucci pour le rôle de Bitsy Brandenham dans Central Park, épisode Le Poisson à tête de serpent
  - Jessica Walter pour le rôle de Malorie Archer dans Archer, épisode Double rendez-vous

#### Meilleure narration
- Sterling K. Brown pour Lincoln: Divided We Stand, épisode The Dogs of War
  - David Attenborough pour A Perfect Planet, épisode Volcano
  - David Attenborough pour L'Année où la Terre a changé
  - Anthony Hopkins pour Mythic Quest, épisode Everlight
  - Sigourney Weaver pour Secrets of the Whales, épisode Ocean Giants

### Casting

#### Meilleur casting dans une série dramatique
- The Crown (Netflix)
  - La Chronique des Bridgerton (Netflix)
  - The Handmaid's Tale : La Servante écarlate (Hulu)
  - Lovecraft Country (HBO)
  - The Mandalorian (Disney+)

#### Meilleur casting dans une série comique
- Ted Lasso (Apple TV+)
  - The Flight Attendant (HBO Max)
  - Hacks (HBO Max)
  - La Méthode Kominsky (Netflix)
  - PEN15 (Hulu)

#### Meilleur casting dans une mini-série, un téléfilm ou un spécial
- Le Jeu de la dame (Netflix)
  - I May Destroy You (HBO)
  - Mare of Easttown (HBO)
  - The Underground Railroad (Prime Video)
  - WandaVision (Disney+)

#### Meilleur casting dans un programme de Télé-réalité
- RuPaul's Drag Race (VH1)
  - Queer Eye (Netflix)
  - Shark Tank (ABC)
  - Top Chef (Bravo)
  - The Voice (NBC)